# Taragual
Taragual är en ort i Honduras.   Den ligger i departementet Departamento de Lempira, i den västra delen av landet, 160 km nordväst om huvudstaden Tegucigalpa. Taragual ligger 1 116 meter över havet och antalet invånare är 1 043.
Terrängen runt Taragual är huvudsakligen kuperad, men åt sydväst är den bergig. Terrängen runt Taragual sluttar österut. Runt Taragual är det ganska tätbefolkat, med 166 invånare per kvadratkilometer. Närmaste större samhälle är La Iguala, 14,9 km söder om Taragual.  